# Campeonato Sul-Americano de Atletismo de 1977
O Campeonato Sul-Americano de Atletismo de 1977 foi a 29ª edição do evento, organizado pela CONSUDATLE entre os dias 4 a 6 de novembro na cidade de Montevidéu, no Uruguai. 

## Medalhistas

### Masculino
| Evento                      | Ouro                             | Ouro    | Prata                       | Prata   | Bronze                            | Bronze  |
| --------------------------- | -------------------------------- | ------- | --------------------------- | ------- | --------------------------------- | ------- |
| 100 metros                  | Rui da Silva · Brasil            | 10.3    | Katsuhiko Nakaya · Brasil   | 10.4    | Miguel Sulbarán · Venezuela       | 10.6    |
| 200 metros                  | Rui da Silva · Brasil            | 21.3    | Katsuhiko Nakaya · Brasil   | 21.7    | Hipólito Brown · Venezuela        | 22.1    |
| 400 metros                  | Delmo da Silva · Brasil          | 47.70   | Ariel Santolaya · Chile     | 47.71   | Djalma de Oliveira · Brasil       | 48.24   |
| 800 metros                  | Agberto Guimarães · Brasil       | 1:52.4  | Omar Amdematten · Argentina | 1:52.8  | Ricardo Vigo · Argentina          | 1:53.3  |
| 1 500 metros                | José González · Venezuela        | 3:51.7  | Emilio Ulloa · Chile        | 3:51.7  | Cosme do Nascimento · Brasil      | 3:51.7  |
| 5 000 metros                | Domingo Tibaduiza · Colômbia     | 14:24.4 | Darcy Pereira · Brasil      | 14:25.4 | Jairo Correa · Colômbia           | 14:26.0 |
| 10 000 metros               | Domingo Tibaduiza · Colômbia     | 29:44.2 | Aloisio de Araújo · Brasil  | 29:57.0 | Carlos Alves · Brasil             | 30:12.3 |
| 20 km marcha atlética       | Enrique Peña · Colômbia          | 1:37:21 | Osvaldo Morejón · Bolívia   | 1:39:23 | Rafael Vega · Colômbia            | 1:40:14 |
| Maratona                    | Héctor Rodríguez · Colômbia      | 2:19:56 | Víctor Rodríguez · Colômbia | 2:24:48 | Elói Schleder · Brasil            | 2:26:48 |
| 110 metros barreiras        | Oscar Marín · Venezuela          | 15.0    | Jesús Villegas · Colômbia   | 15.0    | Carlos dos Santos · Brasil        | 15.2    |
| 400 metros barreiras        | Moisés Zambrano · Venezuela      | 53.7    | Donizete Soares · Brasil    | 54.1    | Joelmerson de Carvalho · Brasil   | 54.4    |
| 3.000 metros com obstáculos | Jairo Correa · Colômbia          | 9:00.5  | Lucirio Garrido · Venezuela | 9:01.5  | Abel Córdoba · Argentina          | 9:13.0  |
| 4×100 metros estafetas      | Brasil                           | 41.4    | Venezuela                   | 41.7    | Uruguai                           | 42.1    |
| 4×400 metros estafetas      | Brasil                           | 3:15.1  | Venezuela                   | 3:17.4  | Chile                             | 3:23.1  |
| Salto em altura             | Iraja Cecy · Brasil              | 2.05    | Luis Arbulú · Peru          | 2.00    | Luis Barrionuevo · Argentina      | 2.00    |
| Salto à vara                | Renato Bortolocci · Brasil       | 4.40    | Tito Steiner · Argentina    | 4.30    | Fernando Hoces · Chile            | 4.10    |
| Salto em comprimento        | João Carlos de Oliveira · Brasil | 7.95    | Hugo Meriano · Argentina    | 7.31    | Ronald Raborg · Peru              | 7.22    |
| Salto triplo                | João Carlos de Oliveira · Brasil | 16.40   | Ángel Gagliano · Argentina  | 15.15   | Francisco Pichott · Chile         | 14.87   |
| Arremesso de peso           | José Carbolante · Brasil         | 16.83   | José Carreño · Venezuela    | 15.70   | José Jacques · Brasil             | 15.62   |
| Lançamento de disco         | Sérgio Thomé · Brasil            | 52.24   | Modesto Barreto · Colômbia  | 50.64   | José Jacques · Brasil             | 46.42   |
| Lançamento do martelo       | Daniel Gómez · Argentina         | 64.66   | Celso de Moraes · Brasil    | 63.52   | Ivam Bertelli · Brasil            | 63.40   |
| Lançamento do dardo         | Mario Sotomayor · Colômbia       | 66.96   | Paulo de Faría · Brasil     | 66.50   | Ramón Ángel Garmendia · Argentina | 65.72   |
| Decatlo                     | Tito Steiner · Argentina         | 7411    | Renato Bortolocci · Brasil  | 7076    | Ramón Montezuma · Venezuela       | 6976    |

### Feminino
| Evento                   | Ouro                          | Ouro   | Prata                         | Prata  | Bronze                                        | Bronze |
| ------------------------ | ----------------------------- | ------ | ----------------------------- | ------ | --------------------------------------------- | ------ |
| 100 metros               | Beatriz Allocco · Argentina   | 11.97  | Beatriz Capotosto · Argentina | 12.20  | Carmela Bolívar · Peru Carla Herencia · Chile | 12.27  |
| 200 metros               | Beatriz Allocco · Argentina   | 24.7   | Sueli Machado · Brasil        | 25.2   | Flavia Villar · Chile                         | 25.3   |
| 400 metros               | Eucaris Caicedo · Colômbia    | 55.3   | Adriana Marchena · Venezuela  | 56.48  | Marcela López Espinosa · Argentina            | 56.69  |
| 800 metros               | Alejandra Ramos · Chile       | 2:12.3 | Adriana Marchena · Venezuela  | 2:15.8 | Aparecida Adão · Brasil                       | 2:15.8 |
| 1 500 metros             | Alejandra Ramos · Chile       | 4:39.8 | Maria Dias · Brasil           | 4:46.8 | Mery Rojas · Bolívia                          | 4:46.8 |
| 100 metros com barreiras | Edith Noeding · Peru          | 14.47  | Themis Zambrzycki · Brasil    | 14.76  | Maria Luisa Betioli · Brasil                  | 14.80  |
| 4×100 metros estafetas   | Argentina                     | 46.7   | Chile                         | 47.8   | Brasil                                        | 47.8   |
| 4×400 metros estafetas   | Brasil                        | 3:49.7 | Argentina                     | 3:53.4 | Venezuela                                     | 3:55.2 |
| Salto em altura          | Maria Luisa Betioli · Brasil  | 1.80   | Beatriz Bonfim · Brasil       | 1.70   | Beatriz Arancibia · Chile                     | 1.60   |
| Salto em comprimento     | Yvonne Neddermann · Argentina | 5.65   | Themis Zambrzycki · Brasil    | 5.49   | Conceição Geremias · Brasil                   | 5.49   |
| Arremesso de peso        | Maria Boso · Brasil           | 13.80  | Lorena Prado · Chile          | 13.26  | Marinalva dos Santos · Brasil                 | 12.59  |
| Lançamento de disco      | Odete Domingos · Brasil       | 51.56  | Thea Reinhardt · Brasil       | 49.68  | Patricia Andrus · Venezuela                   | 40.86  |
| Lançamento do dardo      | Patricia Guerrero · Peru      | 45.46  | Neuza Trolezzi · Brasil       | 42.92  | Magali Lopes · Brasil                         | 41.18  |
| Pentatlo                 | Conceição Geremias · Brasil   | 3863   | Themis Zambrzycki · Brasil    | 3856   | Yvonne Neddermann · Argentina                 | 3425   |

## Quadro de medalhas
| Ordem | País      | Medalha de ouro | Medalha de prata | Medalha de bronze | Total |
| ----- | --------- | --------------- | ---------------- | ----------------- | ----- |
| 1     | Brasil    | 17              | 16               | 15                | 48    |
| 2     | Colômbia  | 7               | 3                | 2                 | 12    |
| 3     | Argentina | 6               | 6                | 6                 | 18    |
| 4     | Venezuela | 3               | 6                | 5                 | 14    |
| 5     | Chile     | 2               | 4                | 6                 | 12    |
| 6     | Peru      | 2               | 1                | 2                 | 5     |
| 7     | Bolívia   | 0               | 1                | 1                 | 2     |
| 8     | Uruguai   | 0               | 0                | 1                 | 1     |

Legenda
| Recorde mundial       | Recorde mundial (World record)               |                       | Recorde africano                      | Recorde africano (African) |                                           | Q | Classificado por posição (Qualified) |
| Recorde do campeonato | Recorde do campeonato (Championship record)  | Recorde da América    | Recorde da América (Americas)         | q                          | Classificado por melhor tempo (Qualified) |   |                                      |
| Melhor marca do ano   | Melhor marca do ano (World leading)          | Recorde asiático      | Recorde asiático (Asian)              | DNS                        | Não largou (Did not start)                |   |                                      |
| Recorde nacional      | Recorde nacional (National record)           | Recorde europeu       | Recorde europeu (European)            | DNF                        | Não terminou (Did not finish)             |   |                                      |
| Recorde pessoal       | Recorde pessoal do atleta (Personal best)    | Recorde da Oceania    | Recorde da Oceania (Oceania)          | DSQ / DQ                   | Desclassificado (Disqualified)            |   |                                      |
| Recorde da temporada  | Recorde da temporada do atleta (Season best) | Recorde sul-americano | Recorde sul-americano (South America) | NM                         | Sem marca (No mark)                       |   |                                      |